# Antichloris flammea
Antichloris flammea là một loài bướm đêm thuộc phân họ Arctiinae, họ Erebidae.